# Khalkabad
Khalkabad (en ouzbek: Xalqobod/Халқобод, en karakalpak: Xalqabad/Халқабад) est une ville du sud de l'Ouzbékistan dans le Karakalpakstan. Elle se trouve dans le district de Kegeyli (Kegueïli). Khalkabad a obtenu le statut de ville en 1986. Trois ans plus tard, sa population atteignait 9 186 habitants et en 2004, 12 300 habitants.